# Sosnove
Sosnove (en ukrainien : Соснове) ou Sosnovoïe (en russe : Сосновое ; en polonais : Ludwipol) est une commune urbaine de l'oblast de Rivne, en Ukraine. Sa population s'élevait à 1 945 habitants en 2021.

## Géographie
Sosnove est située au bord de la rivière Sloutch, à 58 km à l'est de Rivne et à 253 km à l'est de Kiev.

## Histoire
Ludwipol a été fondée en 1708 et dépendait alors de la Pologne. Elle fut détruite lors de l'invasion suédoise de la Pologne, pendant la Grande Guerre du Nord. Entre la Première et la Seconde Guerre mondiale, Ludwipol fut une capitale de la gmina de Ludwipol, dans la région historique de Volhynie, et sa population était essentiellement juive. En 1944, la ville de Ludwipol fut entièrement incendiée en représailles de la mort de soldats allemands, tués par des partisans de la région. Après la guerre, la localité, désormais dans la république socialiste soviétique d'Ukraine, fut reconstruite et renommée Sosnove. Elle a le statut de commune urbaine depuis 1959. Les nouvelles armoiries de la ville, adoptées en 1998, soulignent les richesses forestières de la région et les industries du bois de Sosnove.

## Population
Recensements ou estimations de la population :
| 1959* | 1970* | 1979* | 1989* | 2001* | 2013  | 2014  |
| ----- | ----- | ----- | ----- | ----- | ----- | ----- |
| 4 617 | 1 929 | 2 332 | 2 213 | 2 088 | 2 033 | 2 020 |

| 2015  | 2016  | 2017  | 2018  | 2019  | 2020  | 2021  |
| ----- | ----- | ----- | ----- | ----- | ----- | ----- |
| 2 035 | 2 007 | 2 002 | 1 983 | 1 970 | 1 960 | 1 945 |